# 卡道拉
卡道拉（Kadaura），是印度北方邦Jalaun县的一个城镇。总人口12658（2001年）。

## 人口
该地2001年总人口12658人，其中男性6726人，女性5932人；0—6岁人口2053人，其中男1094人，女959人；识字率57.21%，其中男性为65.43%，女性为47.89%。